# Gran Premi Muniadona
El Gran Premi Muniadona és una cursa ciclista femenina d'un dia que es disputa a la Valle de Mena, a la província de Burgos (Castella i Lleó). Creada al 2014, és puntuable per la Copa d'Espanya de ciclisme. Juntament amb el Gran Premi Villarcayo forma l'anomenada Volta a Burgos femenina.

## Palmarès
| Any  | Vencedora      | Segona             | Tercera          |
| ---- | -------------- | ------------------ | ---------------- |
| 2014 | Lucía González | Mar Bonnín         | Fanny Riberot    |
| 2015 | Iúlia Ilinikh  | Catalina Rayó      | Lourdes Oyarbide |
| 2016 | Mavi García    | Anna Kiesenhofer   | Eider Merino     |
| 2017 | Eider Merino   | Femke Verstichelen | Roos Hoogeboom   |